# Abdelaziz Baraka Sakin
Pour les articles homonymes, voir Baraka.
 (septembre 2016).
Abdelaziz Baraka Sakin est un écrivain soudanais dont l'œuvre était interdite au Soudan entre 2012 et 2019 pendant la dictature militaire. Il vit aujourd'hui à Salzbourg en Autriche et à Montpellier.

## Biographie
Abdelaziz Baraka Sakin est né à Kassala (Soudan) en 1963, mais ses racines sont au Darfour et au Tchad.
Il est diplômé en gestion de l'université d'Assiout en Égypte, mais il a exercé de nombreux métiers au cours de sa vie : couturier, ouvrier, maçon, enseignant, conseiller à l'ONU, bénévole dans des ONG.
Son œuvre, qui aborde la guerre civile et la dictature au Soudan, est publiée en Égypte et en Syrie. Elle est très appréciée des lecteurs soudanais, qui la font circuler clandestinement depuis son interdiction en 2012.
Il reçoit en 2009 le prestigieux prix Tayeb Salih, lors de la Foire du livre de Khartoum, pour son roman The Jungo - Stakes of the Earth. Mais les autorités soudanaises saisissent immédiatement l'ouvrage. Il s'exile finalement en Autriche où il réside depuis plusieurs années.
En septembre 2016, il est invité au Festival international de la littérature de Berlin.
En 2019, il participe au Festival de littérature africaine à Cologne.
Il collabore avec plusieurs magazines de langue arabe : Al Arabi Magazine (Koweit), Al Naqid Magazine (Londres), Nazwa magazine (Oman), Revue d'études palestiniennes (Paris, en français), Doha Magazine, Banipal (Londres), et Dastoor Newspaper (Londres).
En novembre 2020, il reçoit le Prix de la littérature arabe, créé par l’Institut du monde arabe et la Fondation Jean-Luc Lagardère, pour son ouvrage Les Jango,.
En plus de ses romans, Baraka Sakin a également écrit des livres pour les jeunes lecteurs. Un livre d'images trilingue en arabe, français et anglais intitulé Faris Bilal et le Lion et l'histoire de Hawaya et l'hyène, contes tchadiens, ont été publiés en France.

## Œuvre

### Romans
- The Mills, Vision Publishing, Le Caire, 2000
- The Water Ashes, Vision Publishing, Le Caire, 2001
- The Husband of the Bullet Woman and My Beautiful Daughter, Vision Publishing, Le Caire, 2003
- The Bedouin Lover, Vision Publishing, Le Caire, 2010
- The Jungo - Stakes of the Earth, Awraq Publishing House, Le Caire, 2009 (Al-Tayeb Saleh Award, 2009) / Red Sea Press, Trenton, 2015 Les Jango, traduit de l'arabe par Xavier Luffin, Paris, Éditions Zulma, 2020[10]
- Masīḥ Dārfūr (2012) Le Messie du Darfour, traduit de l'arabe par Xavier Luffin, Paris, Éditions Zulma, 2016 ; réédition, Paris, Zulma, coll. « Poche Z/A », 2021  (ISBN 979-10-387-0027-7)
- The Kandarees, Awraq Publishing House, Le Caire, 2012 / traduit en allemand sous le titre Alkchandris: Wer hat Angst vor Osman Bushra ?, aa_infohaus Publishing, Vienne, 2012
- Excuse me, Cairo, 2018
- Slavers’ Banquets, 2020 La Princesse de Zanzibar, traduit de l'arabe par Xavier Luffin, Paris, Éditions Zulma, 2022  (ISBN 979-10-387-0105-2)
- Prayer of the Flesh, 2020
- Cloning of the Traitor, 2020

### Nouvelles
- At the Peripheries of Sidewalks, Awraq Publishing House, Le Caire, 2005
- A Woman from Kampo Kadees, Awraq Publishing House, Le Caire, 2005 « Une femme du camp de Kadis », in Nouvelles du Soudan, Paris, Magellan & Cie, 2010
- The Daily remains of the Night, Awraq Publishing House, Le Caire, 2010
- The Music of the Bones, Awraq Publishing House, Le Caire, 2011
- The Butcher's Daughter, in The Book of Khartoum, anthologie de nouvelles, Comma Press, 2016

## Prix littéraires
- 2009 : Prix Al-Tayeb-Salih-Pour l'écriture créative au Soudan
- 2013 : Stories on Air Prize, BBC et Al Arabi Magazine.
- 2016 : Prix du Live d’Humour de Résistance, La Maison du Rire et de l'Humour de Cluny, France.
- 2017 : Prix Les Afriques, La Cène Littéraire, Lausanne, Suisse romande.
- 2017 : Prix Littérature-Monde, Académie française de Développement France.
- 2020 : Prix de la littérature arabe, Institut du Monde Arabe et Jean-Luc Lagardère, France[11].
- 2022-2023 : Prix littéraire Stadtschreiber de Graz, Autriche.